# Psapharochrus lanei
Psapharochrus lanei là một loài bọ cánh cứng trong họ Cerambycidae.